# Cumulopuntia crassicylindrica
Cumulopuntia crassicylindrica là một loài thực vật có hoa trong họ Cactaceae. Loài này được (Rauh & Backeb.) F.Ritter ex Eggli mô tả khoa học đầu tiên năm 2005.